# Mackwiller
Mackwiller är en kommun i departementet Bas-Rhin i regionen Grand Est (tidigare regionen Alsace) i nordöstra Frankrike. Kommunen ligger i kantonen Drulingen som tillhör arrondissementet Saverne. År 2022 hade Mackwiller 525 invånare.

## Befolkningsutveckling
Antalet invånare i kommunen Mackwiller
| Referens: INSEE |